# Abakar Sylla
Abakar Loubadhe Sylla (Yamoussoukro, 25 dicembre 2002) è un calciatore ivoriano, difensore dello Strasburgo e della nazionale ivoriana.

## Carriera

### Club
Inizia a giocare in patria nel SOA. Nel 2021 viene acquistato dal Club Bruges, che lo aggrega alla propria squadra riserve, dove però non riesce a disputare alcun incontro. Il 22 maggio 2022 esordisce in prima squadra, disputando l'incontro di Pro League pareggiato per 1-1 contro l'Anderlecht. Il 27 agosto seguente prolunga il contratto fino al 2026. Nella stagione 2022-2023 continua a giocare nel club nerazzurro, con cui esordisce anche nelle competizioni UEFA per club, segnando un gol in cinque presenze nella fase a gironi della UEFA Champions League 2022-2023 (più precisamente, realizza la rete decisiva per il successo della sua squadra nell'1-0 contro i tedeschi del Bayer Leverkusen). Il 16 luglio 2023 diventa ufficialmente un nuovo giocatore dello Strasburgo, firmando un contratto quinquennale fino al giugno 2028. Pagato 20 milioni di euro, è diventato l'acquisto più costoso della storia del club francese.

### Nazionale
Il 27 settembre 2022 ha esordito con la nazionale ivoriana, disputando l'amichevole vinta per 3-1 contro la Guinea.

## Statistiche

### Presenze e reti nei club
Statistiche aggiornate al 24 novembre 2024.
| Stagione           | Squadra            | Campionato         | Campionato | Campionato | Coppe nazionali | Coppe nazionali | Coppe nazionali | Coppe continentali | Coppe continentali | Coppe continentali | Altre coppe | Altre coppe | Altre coppe | Totale | Totale |
| Stagione           | Squadra            | Comp               | Pres       | Reti       | Comp            | Pres            | Reti            | Comp               | Pres               | Reti               | Comp        | Pres        | Reti        | Pres   | Reti   |
| ------------------ | ------------------ | ------------------ | ---------- | ---------- | --------------- | --------------- | --------------- | ------------------ | ------------------ | ------------------ | ----------- | ----------- | ----------- | ------ | ------ |
| 2021-2022          | Club Bruges        | D1                 | 0+1        | 0          | CB              | -               | -               | UCL                | -                  | -                  | SB          | -           | -           | 1      | 0      |
| 2022-2023          | Club Bruges        | D1                 | 17+3       | 0          | CB              | 1               | 0               | UCL                | 6                  | 1                  | SB          | -           | -           | 27     | 1      |
| Totale Club Bruges | Totale Club Bruges | Totale Club Bruges | 17+4       | 0          |                 | 1               | 0               |                    | 6                  | 1                  |             | -           | -           | 28     | 1      |
| 2023-2024          | Strasburgo         | L1                 | 22         | 2          | CF              | 3               | 1               | -                  | -                  | -                  | -           | -           | -           | 25     | 3      |
| 2024-2025          | Strasburgo         | L1                 | 11         | 1          | CF              | -               | -               | -                  | -                  | -                  | -           | -           | -           | 11     | 1      |
| Totale Strasburgo  | Totale Strasburgo  | Totale Strasburgo  | 33         | 3          |                 | 3               | 1               |                    | -                  | -                  |             | -           | -           | 36     | 4      |
| Totale carriera    | Totale carriera    | Totale carriera    | 54         | 3          |                 | 4               | 1               |                    | 6                  | 1                  |             | -           | -           | 64     | 5      |

### Cronologia presenze e reti in nazionale
| Cronologia completa delle presenze e delle reti in nazionale ― Costa d'Avorio | Cronologia completa delle presenze e delle reti in nazionale ― Costa d'Avorio | Cronologia completa delle presenze e delle reti in nazionale ― Costa d'Avorio | Cronologia completa delle presenze e delle reti in nazionale ― Costa d'Avorio | Cronologia completa delle presenze e delle reti in nazionale ― Costa d'Avorio | Cronologia completa delle presenze e delle reti in nazionale ― Costa d'Avorio | Cronologia completa delle presenze e delle reti in nazionale ― Costa d'Avorio | Cronologia completa delle presenze e delle reti in nazionale ― Costa d'Avorio |
| Data                                                                          | Città                                                                         | In casa                                                                       | Risultato                                                                     | Ospiti                                                                        | Competizione                                                                  | Reti                                                                          | Note                                                                          |
| ----------------------------------------------------------------------------- | ----------------------------------------------------------------------------- | ----------------------------------------------------------------------------- | ----------------------------------------------------------------------------- | ----------------------------------------------------------------------------- | ----------------------------------------------------------------------------- | ----------------------------------------------------------------------------- | ----------------------------------------------------------------------------- |
| 27-9-2022                                                                     | Amiens                                                                        | Costa d'Avorio                                                                | 3 – 1                                                                         | Guinea                                                                        | Amichevole                                                                    | -                                                                             |                                                                               |
| 16-11-2022                                                                    | Marrakech                                                                     | Costa d'Avorio                                                                | 4 – 0                                                                         | Burundi                                                                       | Amichevole                                                                    | -                                                                             |                                                                               |
| 19-11-2022                                                                    | Marrakech                                                                     | Burkina Faso                                                                  | 2 – 1                                                                         | Costa d'Avorio                                                                | Amichevole                                                                    | -                                                                             | 61’                                                                           |
| 24-3-2023                                                                     | Bouaké                                                                        | Costa d'Avorio                                                                | 3 – 1                                                                         | Comore                                                                        | Qual. Coppa d'Africa 2023                                                     | -                                                                             |                                                                               |
| 28-3-2023                                                                     | Moroni                                                                        | Comore                                                                        | 0 – 2                                                                         | Costa d'Avorio                                                                | Qual. Coppa d'Africa 2023                                                     | -                                                                             | 66’                                                                           |
| 14-10-2023                                                                    | Abidjan                                                                       | Costa d'Avorio                                                                | 1 – 1                                                                         | Marocco                                                                       | Amichevole                                                                    | -                                                                             | 78’                                                                           |
| Totale                                                                        |                                                                               | Presenze                                                                      | 6                                                                             |                                                                               | Reti                                                                          | 0                                                                             |                                                                               |